# Francisco Ruiz (bispo)
Francisco Ruiz (1476 - 23 de outubro de 1528) foi um prelado católico romano que serviu como Bispo de Ávila de 1514 a 1528 e Bispo de Ciudad Rodrigo de 1510 a 1514.
Nasceu em Toledo, Espanha e foi ordenado sacerdote na Ordem dos Frades Menores. No dia 18 de novembro de 1509 foi escolhido pelo Rei da Espanha e confirmado pelo Papa Júlio II como Bispo de Ciudad Rodrigo. A 14 de julho de 1514 foi nomeado pelo Rei da Espanha e confirmado pelo Papa Leão X como Bispo de Ávila. Serviu como Bispo de Ávila até à sua morte no dia 23 de outubro de 1528.